# Руиз, Оливия
Оливия Руиз (настоящее имя Оливия Блан, род. 1 января 1980) — французская певица. Участвовала во французской версии «Фабрики звёзд». Её партнёр — Матиас Мальзьё, вокалист группы Dionysos.
Лучшая исполнительница 2007 года по версии Виктуар де ля мюзик. Согласно «Figaro Magazine», её доходы за 2007 год составили  880000 евро, что сделало её третьей по доходам французской певицей (после Zazie и Ванессы Паради).

## Дискография

### Альбомы
- 2003 : J'aime pas l'Amour
- 2005 : La Femme Chocolat (Dionysos & Olivia Ruiz)
- 2007 : Chocolat Show! (концертный)
- 2009 : Miss Météores
- 2010 : Miss Météores Live (концертный)
- 2012 : Le Calme Et La Tempête
- 2016 : À nos corps-aimants

### Синглы
- 2002 : Paris
- 2003 : J'aime pas l'amour
- 2003 : Pas si vieille
- 2003 : Qui sommes-nous ?
- 2004 : Le tango du qui
- 2004 : Les vieux amoureux
- 2005 : J'traîne des pieds
- 2006 : La femme chocolat
- 2007 : Non dits — совместная запись с Кристианом Оливье и Têtes Raides
- 2007 : Goûtez-moi
- 2007 : Thérapie de groupe
- 2008 : La chica chocolate (на испанском языке)
- 2009 : Elle panique
- 2009 : Belle à en crever
- 2010 : Les crêpes aux champignons
- 2012 : My Lomo & Me (Je photographie des gens heureux)
- 2013 : Je m'en Fiche (L.A. Melancholy)
- 2013 : Volver
- 2016 : Mon corps, Mon amour